# Pueblo Doyle
Pueblo Doyle (o simplemente Doyle) es una localidad del partido de San Pedro, provincia de Buenos Aires, Argentina.
Fue fundado en el año 1933 y está ubicado sobre la ruta provincial 191. En la actualidad, la economía del pueblo se basa en el agro y diferentes tipos de cítricos, como así también tambos y ganadería. 
En las cercanías se realizan algunas actividades de turismo para los visitantes.
Doyle cuenta con una única calle asfaltada, las demás son de tosca.
También el pueblo cuenta con un club de fútbol que los representa en la Liga Deportiva Sampedrina, Club Sportivo Doyle, campeón de la misma en 1963.

## Población
Cuenta con 528 habitantes (Indec, 2010), lo que representa un incremento del 11% frente a los 474 habitantes (Indec, 2001) del censo anterior.

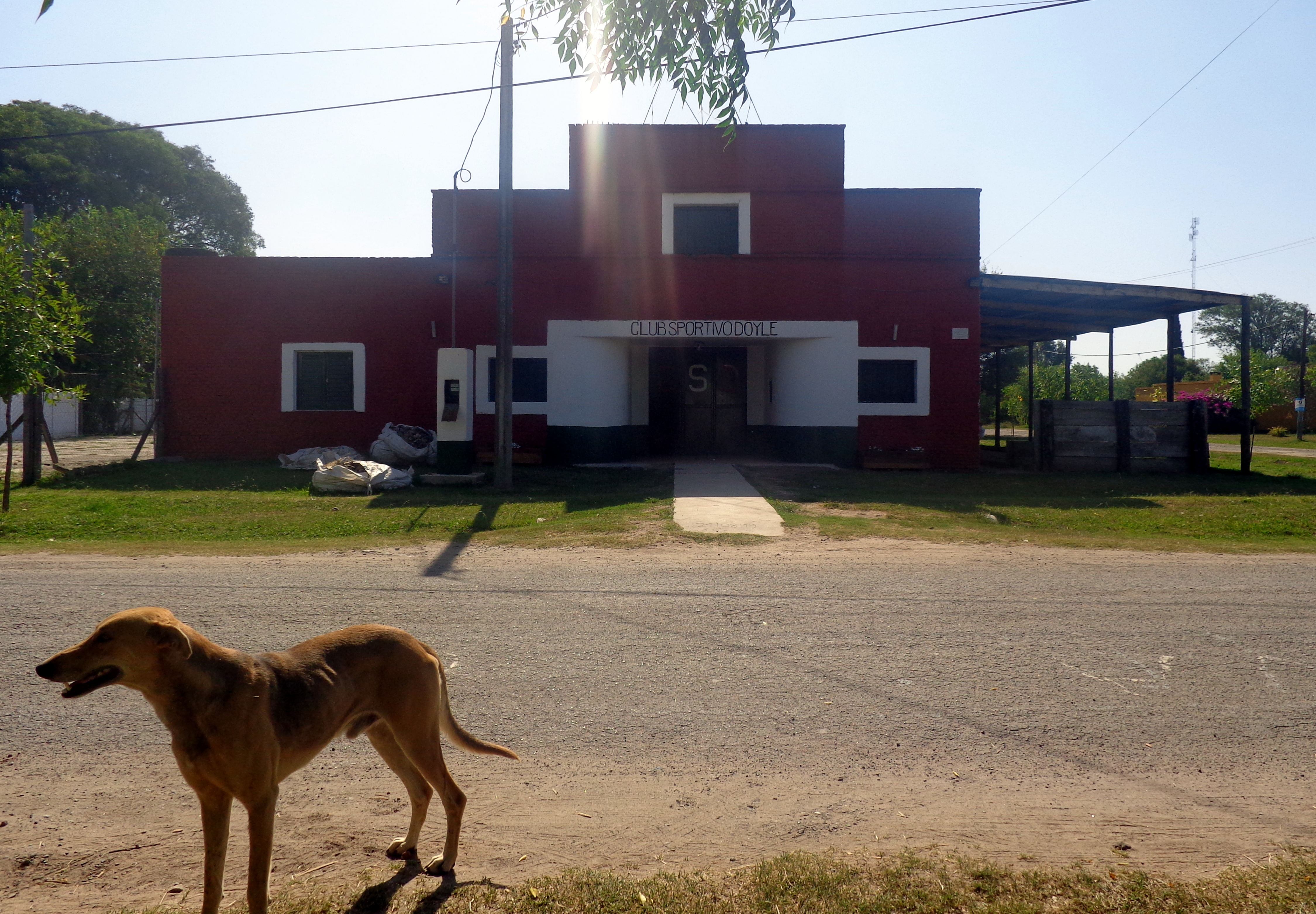
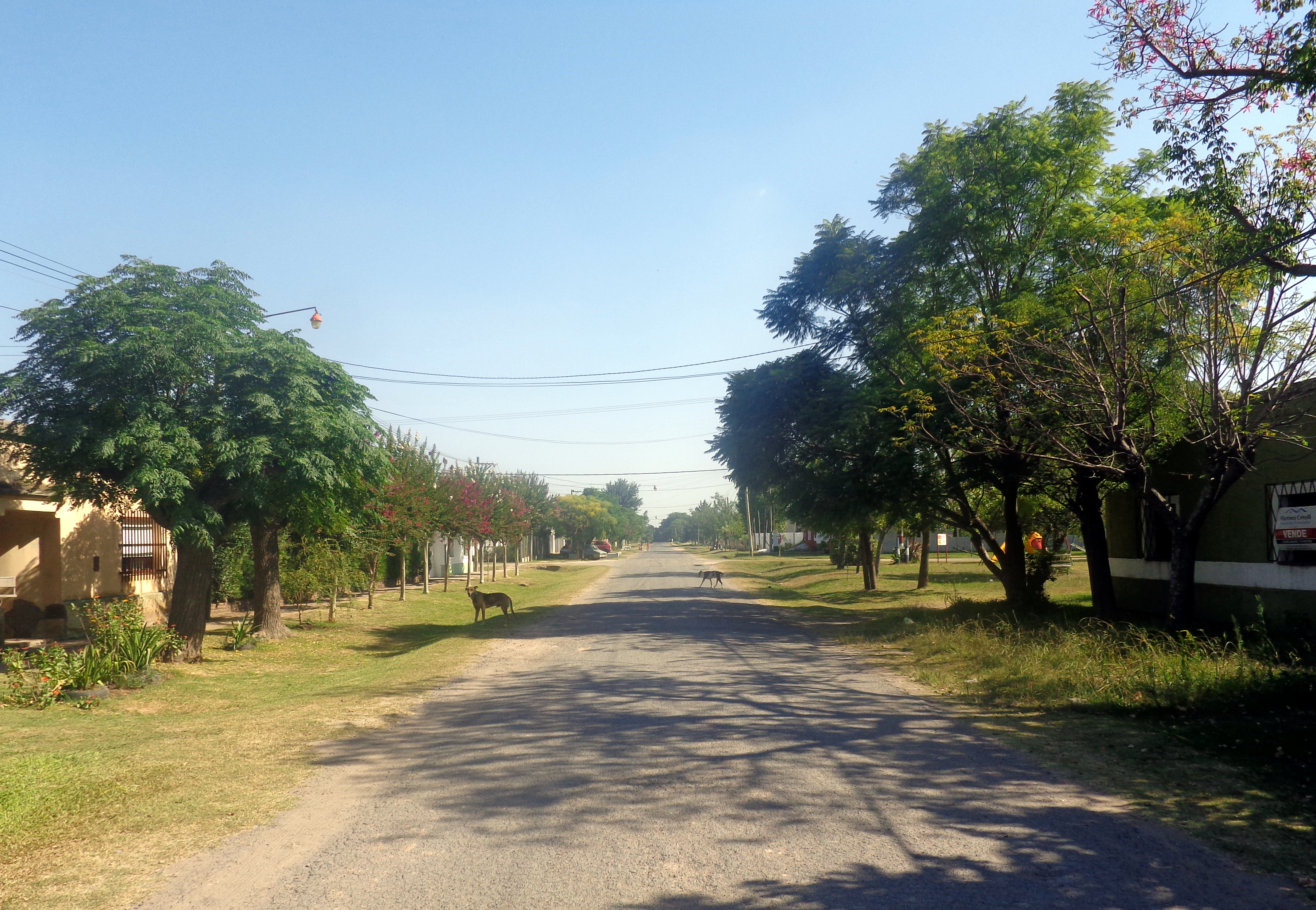
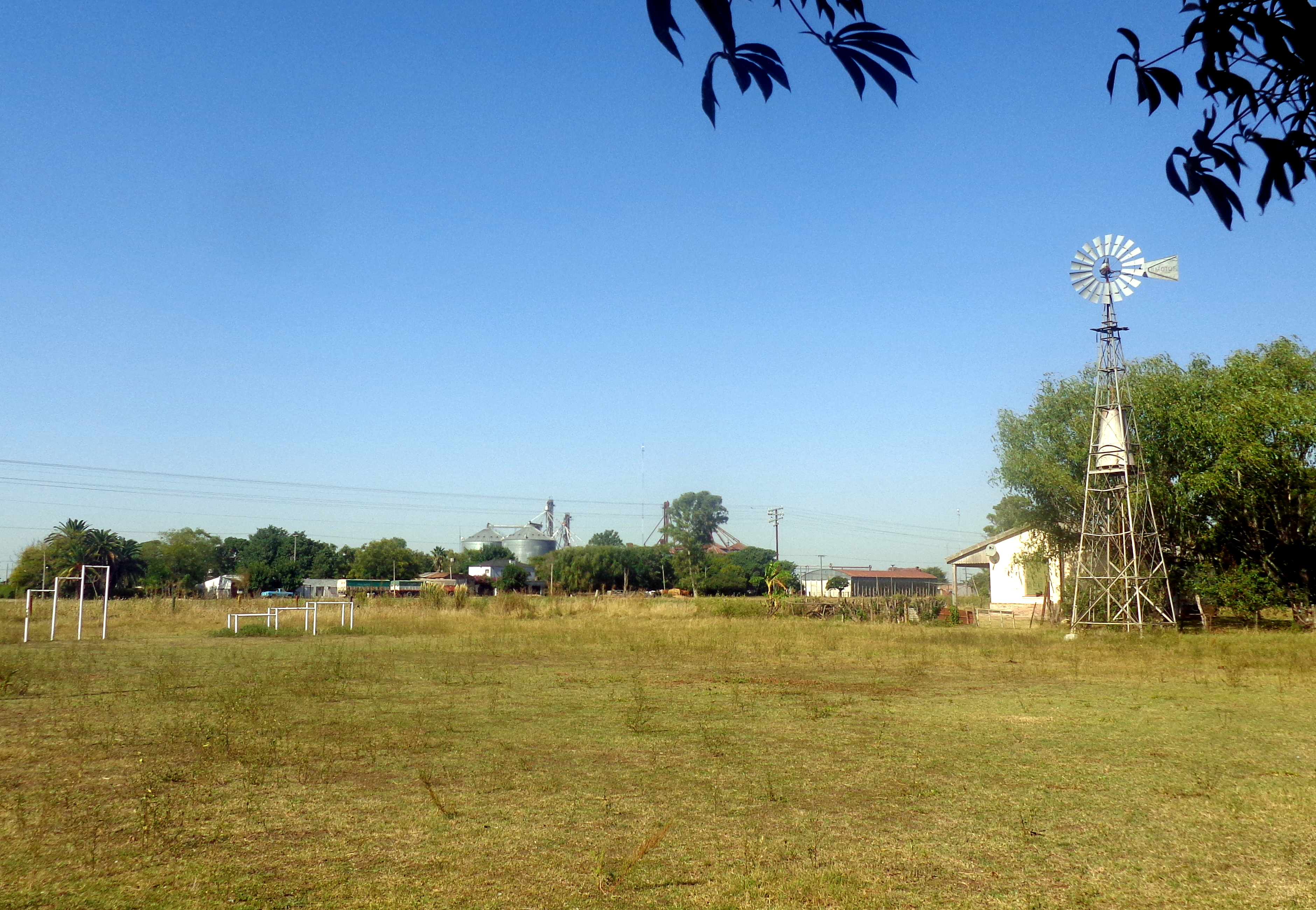
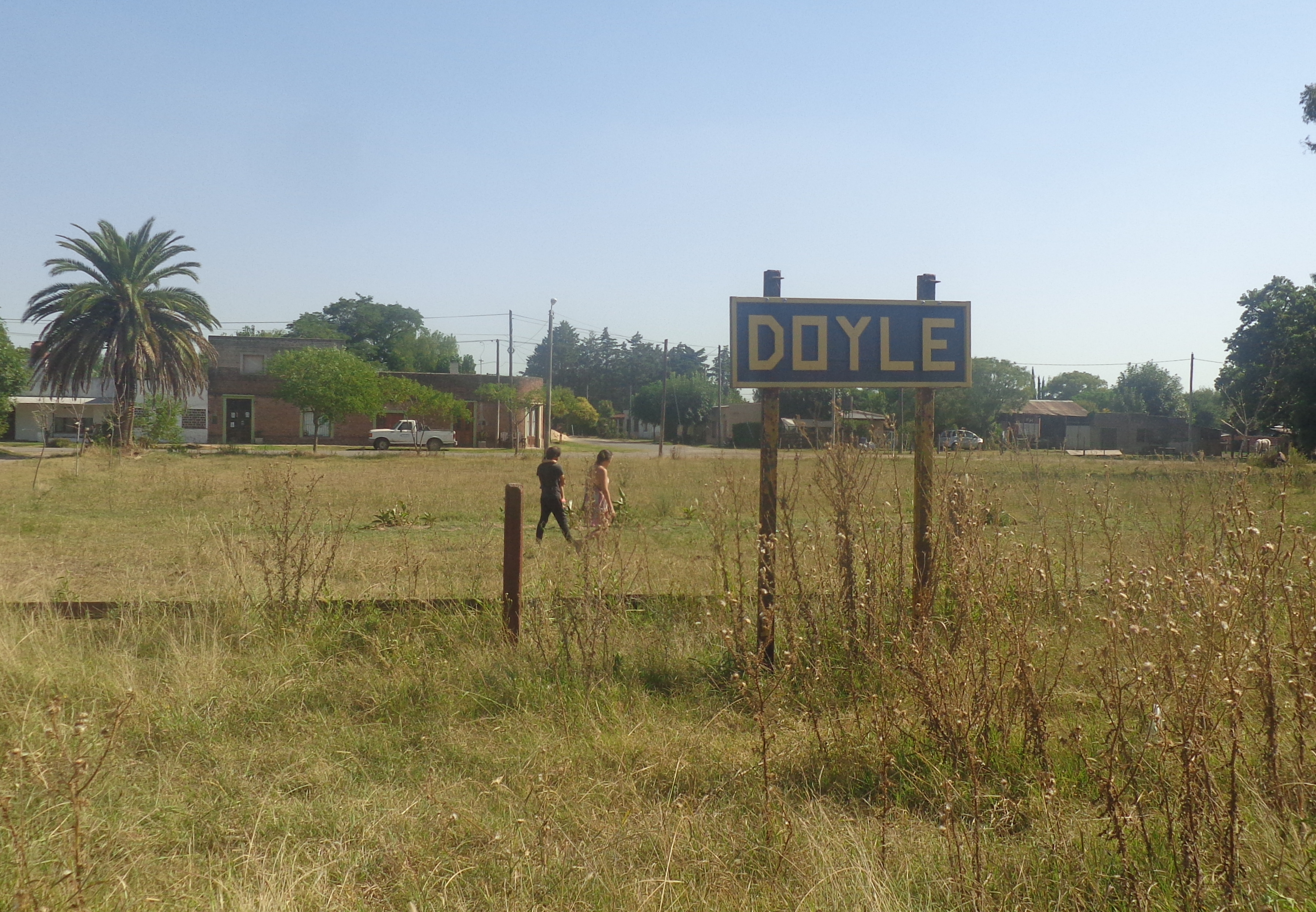
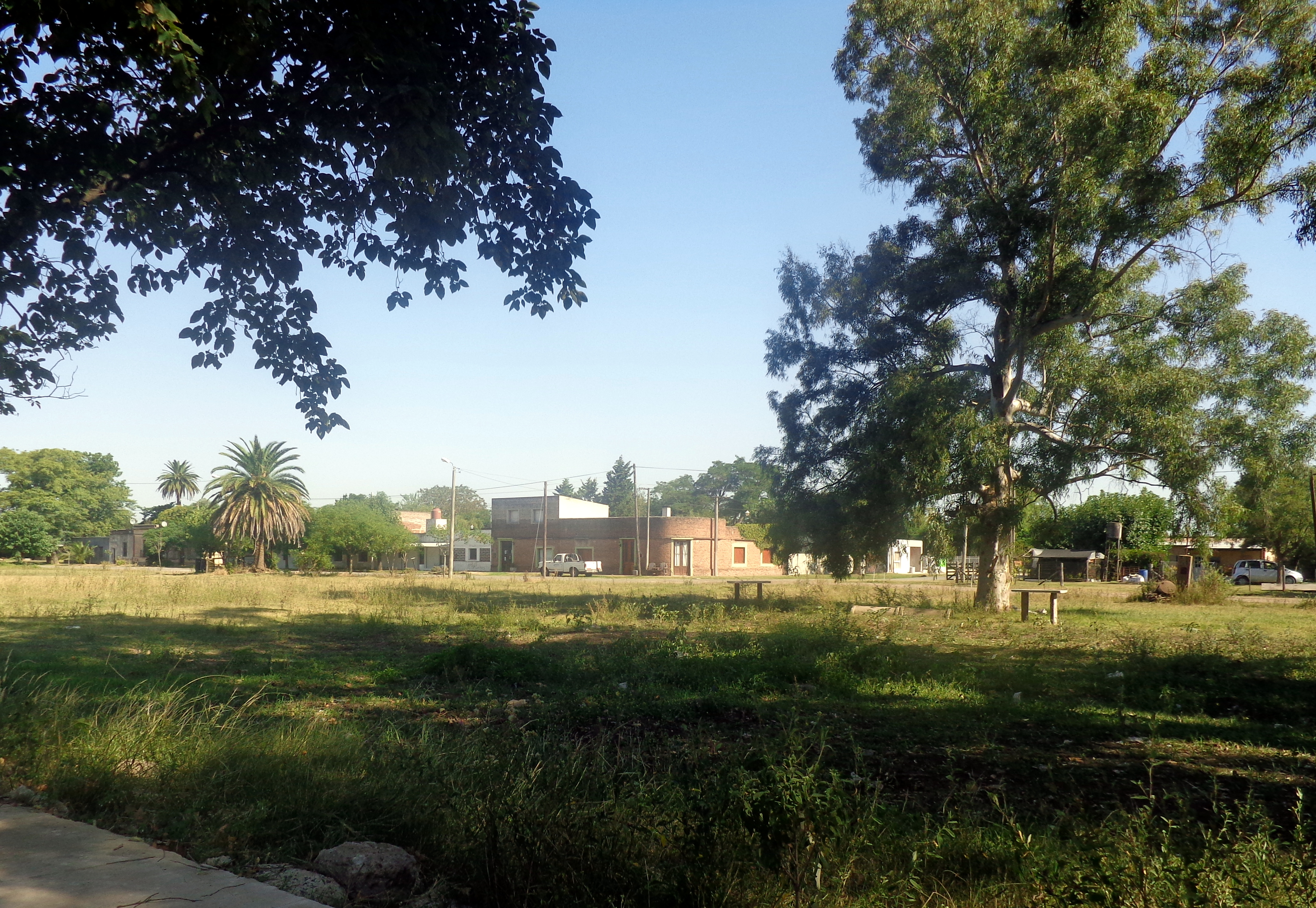

| Gráfica de evolución demográfica de Pueblo Doyle entre 1991 y 2010 |
|                                                                    |
| Fuente: Censos nacionales del INDEC                                |